# Amelie von Braun
 Amelie Fredrika Dorothea von Braun, född 14 oktober 1811 på Brängesås gård i Kölingareds socken, Älvsborgs län, död 30 mars 1859 i Karlshamn, var en svensk kristen lekmannaförkunnare. Hon grundade efter engelsk förebild en av de första söndagsskolorna i Sverige.

## Biografi
Amelie von Braun var dotter till Christian von Braun (1780–1863) och Justina Katarina von Braun. Hennes far hade tidigare som major med överstelöjtnants avsked tjänstgjort i kriget. Hon gifte sig aldrig utan bodde med sina föräldrar även som vuxen, som på den tiden var brukligt för en ogift kvinna av hennes samhällsklass. Hon flyttade 1827 med sin familj från Västsverige till Gotland, och 1843 därifrån vidare till Karlshamn, där fadern var postmästare. 
Amelie von Braun fick en blygsam utbildning eftersom familjen bara hade råd att bekosta hennes bröders utbildning. Hon grundade en av Sveriges första söndagsskolor medan hon fortfarande bodde hos föräldrarna: årtalet är okänt, men det var troligen mellan 1848 och 1856. Söndagsskolan i Karlshamn brukade samlas vid den källa i utkanten av staden som, efter Amelie von Braun, ännu kallas "Frökens källa". 
Efter sin mors död 1855 började Amelie von Braun ägna sig åt offentliga predikningar. Hennes religiösa förkunnelse fick ske på annat håll än i kyrkorummet eftersom hon var lekman. Hennes främsta syfte var att motverka den separatism hon tyckte sig se och predika trohet mot den svenska statskyrkans doktrin. Hon åkte runt i södra och mellersta Sverige för att evangelisera och spred på så sätt idén om regelbunden söndagsskola med kristen undervisning för barn. Här blev hon en inflytelserik banbrytare. Hennes bok Christendomslifvet i vår tid utgavs postumt 1860 och blev mycket spridd.
Amelie von Braun var syster till litteratören Wilhelm von Braun. Hennes grav finns på Carl Gustafs kyrkogård i Karlshamn.